# Kirschblattwespe

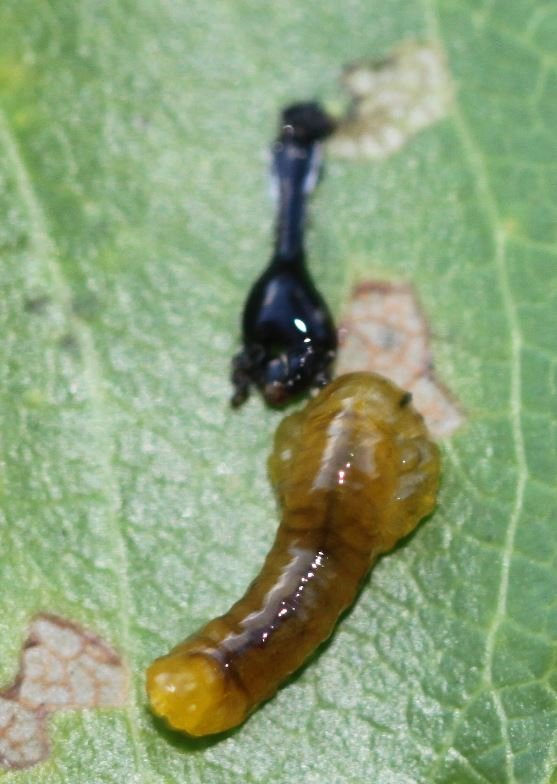
Ausgewachsene gelbe Larve mit abgelegter Schleimschicht und Fraßspuren

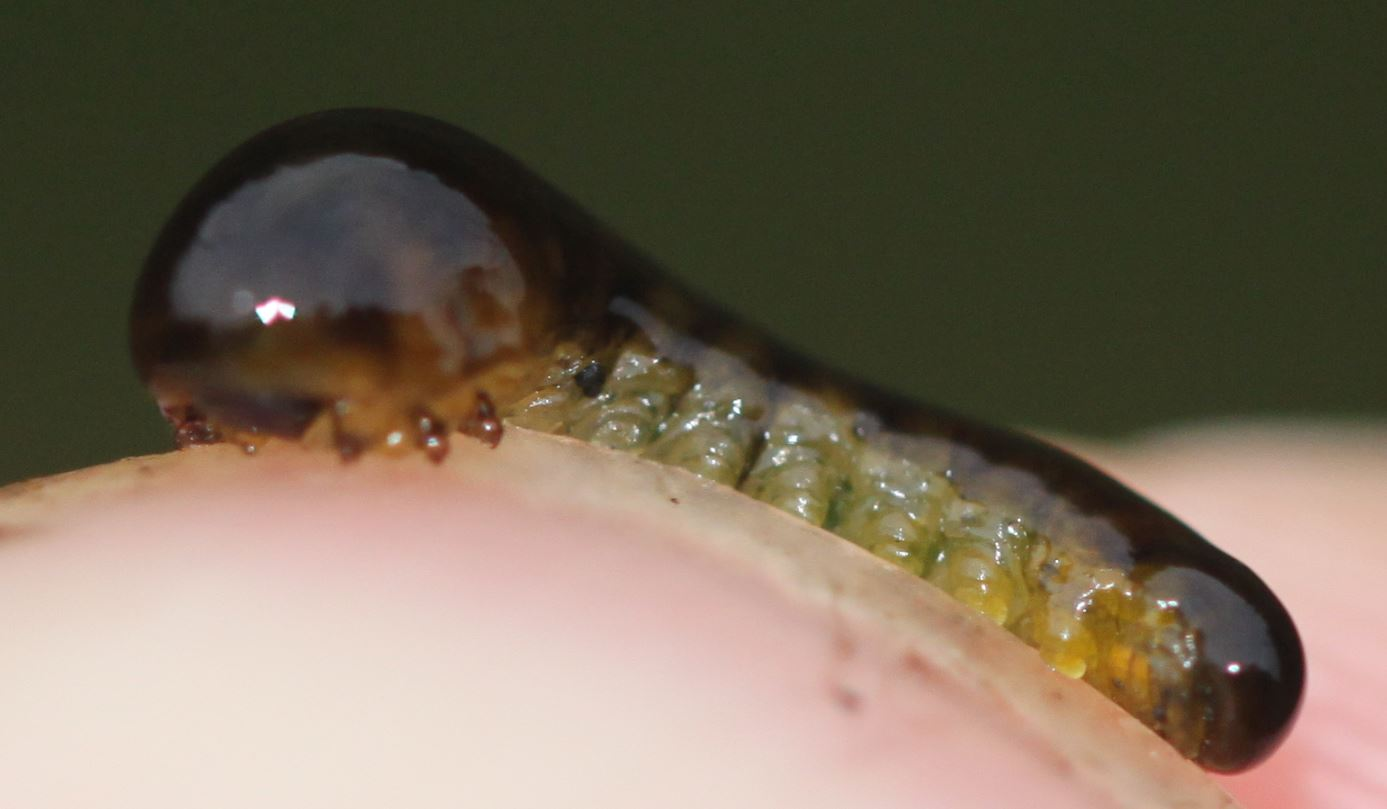
Larve, links der Kopf, die Beine sind hier gut erkennbar

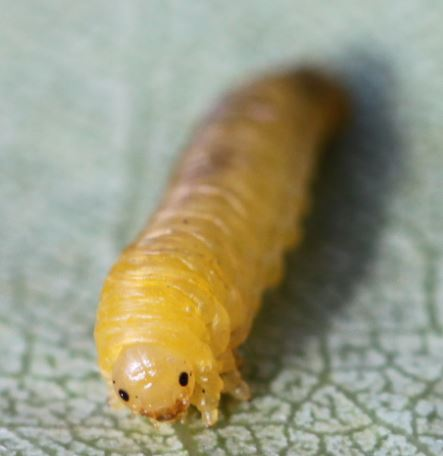
Ausgewachsene Larve (Stadium 7), Frontansicht

Die Kirschblattwespe (Caliroa cerasi) ist eine Pflanzenwespe aus der Familie der Echten Blattwespen (Tenthredinidae). Im Englischen trägt die Art in Anlehnung an eine ihrer Hauptwirtspflanzen und dem Erscheinungsbild der Larven die Bezeichnung pear slug („Birnen-Schnecke“).
Die wissenschaftliche Erstbeschreibung erfolgte durch Carl von Linné in der 1758 erschienenen zehnten Ausgabe seines Werkes Systema Naturæ.
Sie sind für den Menschen von wirtschaftlicher Bedeutung, da sie erhebliche Schäden an Obstkulturen verursachen können.
Schlupfwespen wie Chrysoperla carnea, Perilissus luteolator, Lathrolestes luteolator und Rhinotorus congruens parasitieren die Art und wurden als natürliche Feinde zu Schädlingsbekämpfungszwecken untersucht.

## Merkmale
Die adulten Blattwespen sind 4–6 mm lang. Die Imagines besitzen eine schwarze Grundfarbe. Die Flügel weisen ein dunkles Flügelmal auf. Die Larven erreichen eine Körperlänge von 11 mm. Die gelben Larven sind gewöhnlich mit einer dunklen Schleimschicht bedeckt, die sie vor Feinden schützt. Dabei befindet sich der Kopf am breiteren Ende.

### Artabgrenzung
Das wohl augenfälligste Unterscheidungsmerkmal zu den anderen im selben Gebiet heimischen Arten ihrer Gattung ist der dunkle Schleim, der bei den übrigen drei Arten gelblich ist.

## Verbreitung
Die Art ist in der westlichen Paläarktis heimisch. Sie ist in Europa weit verbreitet. Sie wurde in andere Kontinente eingeschleppt. In Nordamerika (USA und Kanada) und Neuseeland ist die Kirschblattwespe mittlerweile ebenfalls weit verbreitet.

## Lebensweise
Die Pflanzenwespen findet man an verschiedenen Rosengewächsen (Rosaceae) wie (Sauer-)Kirsche, Schlehdorn, Kultur-Birne, Felsenbirnen, Eberesche oder Weißdorn. Die Art bildet gewöhnlich zwei Generationen pro Jahr. Die Kirschblattwespe überwintert als Larve im Boden. Im Frühjahr verpuppen sich die Larven. Zwischen Mitte Mai und Anfang Oktober kann man die Imagines beobachten. Sie leben eine starke Woche, in der die Weibchen schon am ersten Tag nach dem Schlupf Eier legen. Die Insekten pflanzen sich überwiegend parthenogenetisch fort. Männliche Kirschblattwespen findet man nur sehr selten, mit geographisch unterschiedlichen Häufigkeiten: Vermutlich werden in wärmeren, südlicheren Gegenden mehr männliche Exemplare gebildet, während nördlichere Populationen mehr auf Parthenogenese setzen. Die adulten Pflanzenwespen legen ihre anfangs 0,7 Millimeter langen und halbsobreiten Eier an der Blattunterseite der Wirtspflanzen in so genannten Eitaschen ab. Dazu schneiden sie mit ihrem Legestachel Schlitze in das Blatt. Die Embryoentwicklung dauert abhängig von der Temperatur 9 bis 15 Tage. Die durch die Blattoberseite geschlüpften Larven halten sich meist auf der Blattoberseite auf, bei Regen auf der Unterseite. Sie fressen sich bis zur gegenüberliegenden Epidermis durch die Blattfläche und lassen Blattadern stehen. Meist werden pro Blatt nur einzelne Quadratzentimeter abgefressen und nur seltener bei starkem Befall und hoher Nahrungskonkurrenz Blätter vollständig skelettiert. Nach der sechsten Häutung legt die Larve ihren dunklen Schleimmantel ab und beendet die drei- bis sechswöchige Larvenzeit, indem sie sich im Boden verpuppt. Sie kann dann zunächst in (Winter-)Dormanz (Diapause) gehen oder in drei bis vier Wochen direkt zum erwachsenen Insekt auswachsen. Es werden pro Jahr in der Regel zwei Generationen durchlaufen.